# Jan Łaski (prymas)

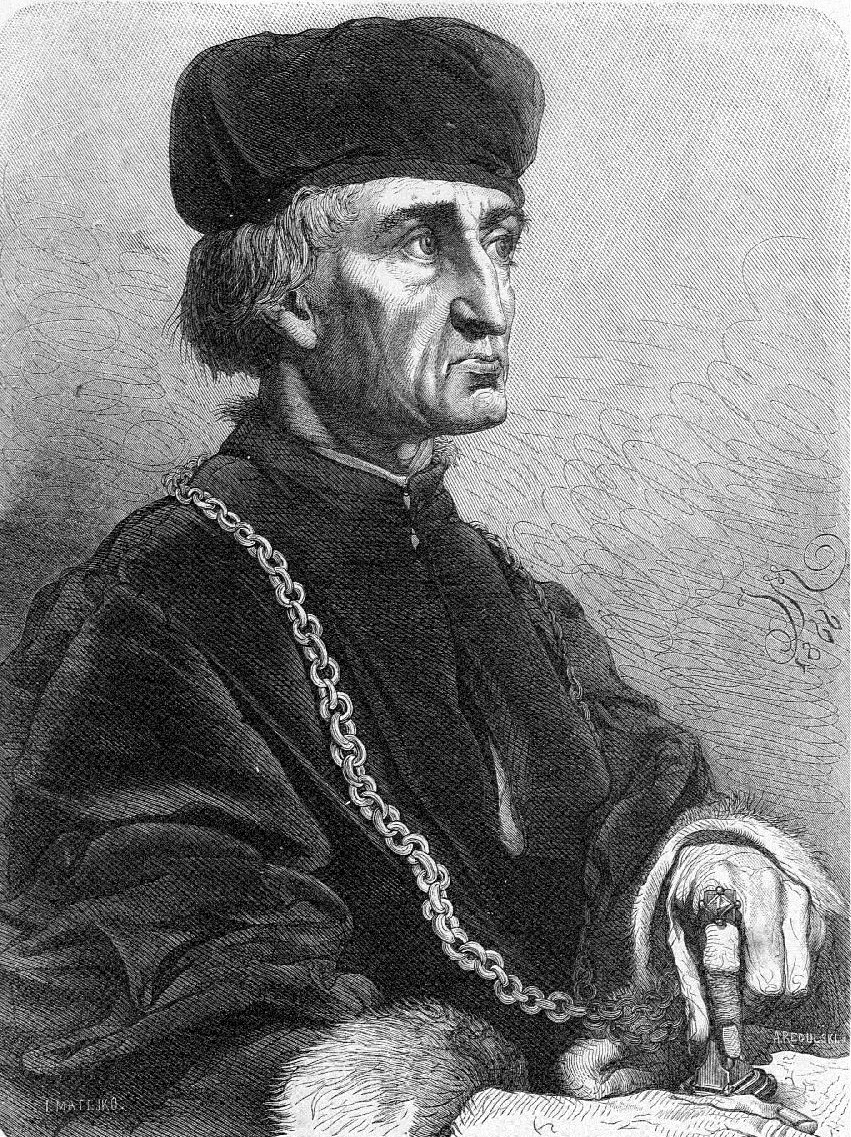
Jan Matejko, Portret Jana Łaskiego

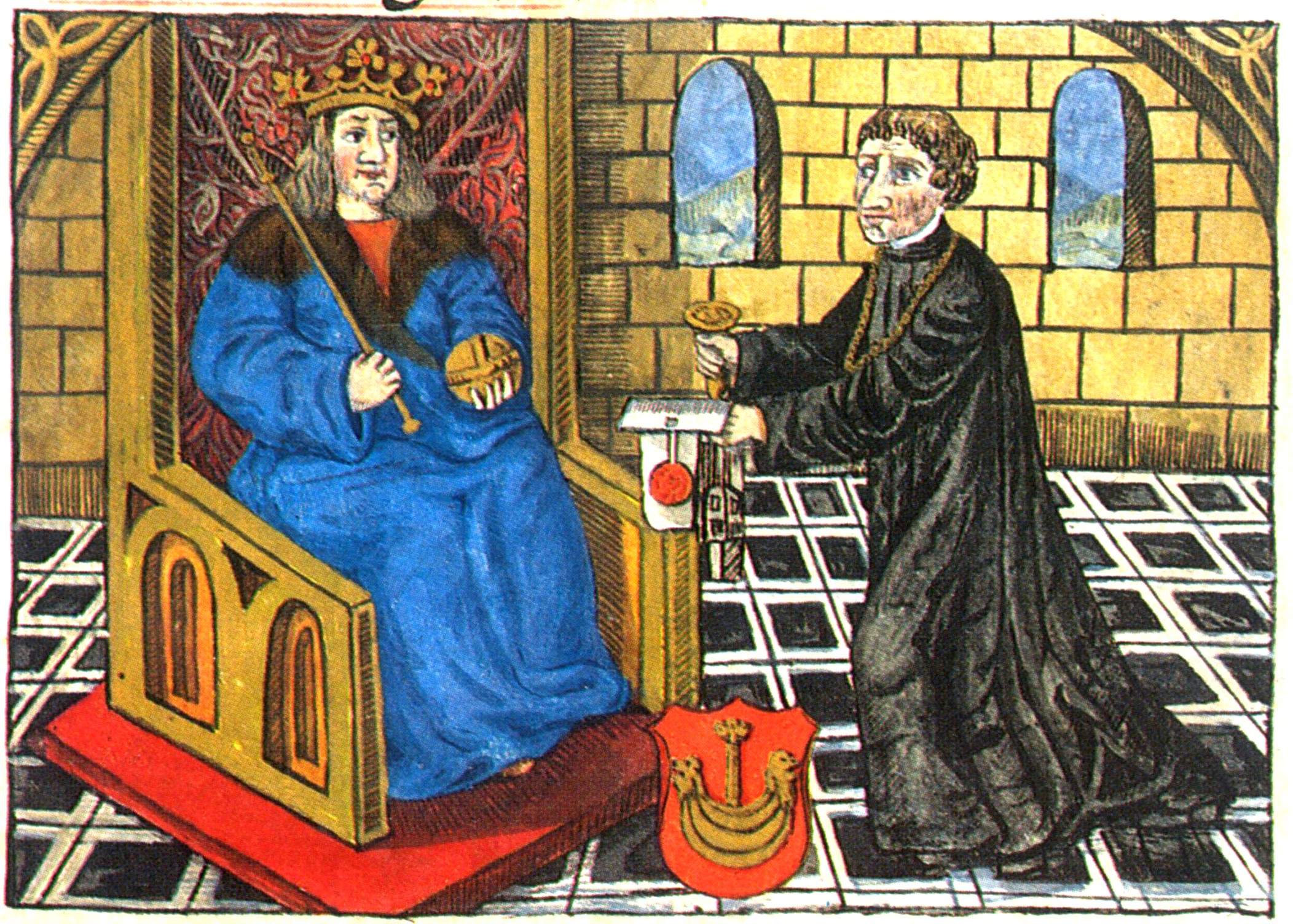
Kanclerz Jan Łaski i król Aleksander Jagiellończyk

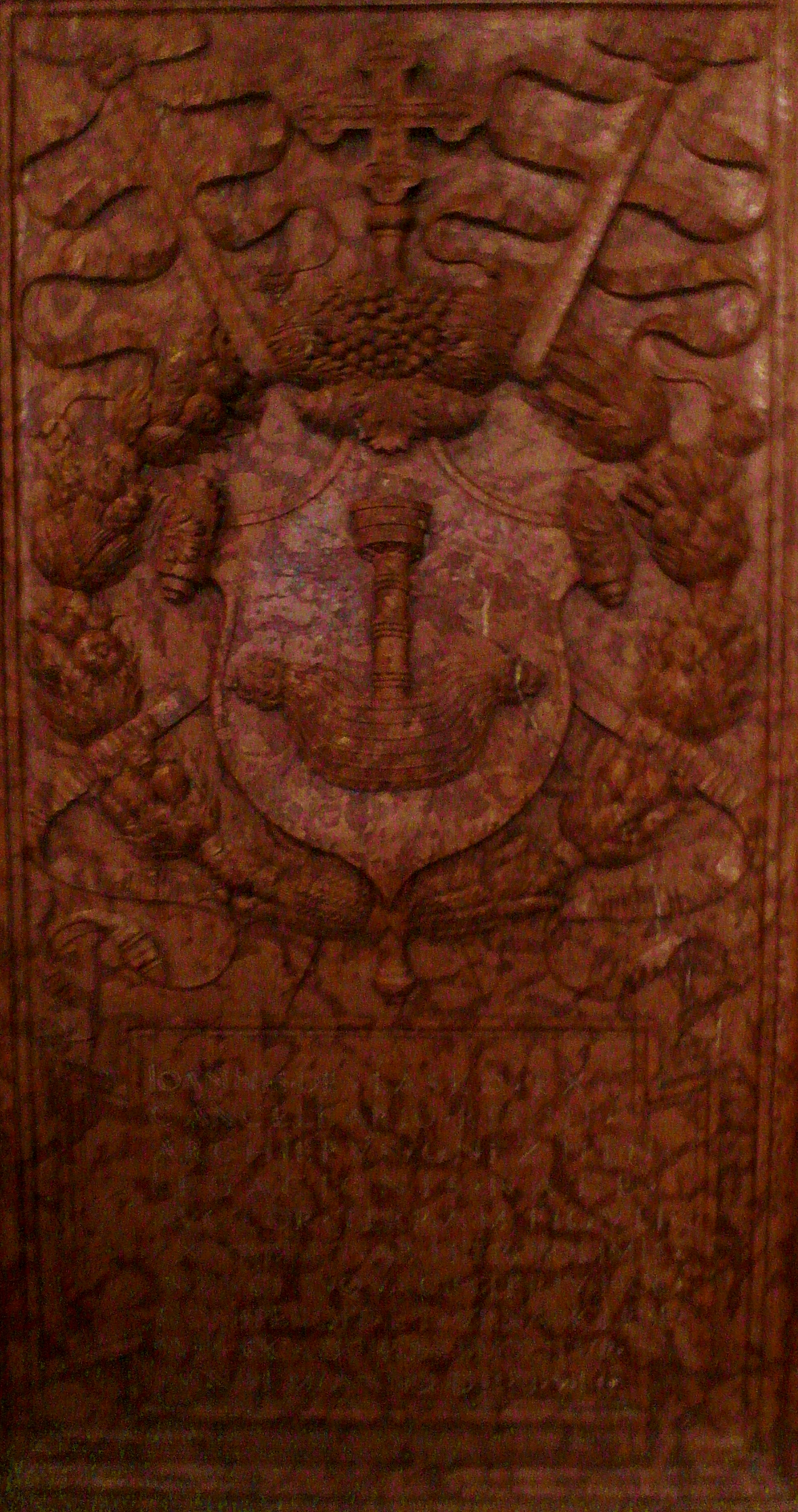
Płyta nagrobna Jana Łaskiego w katedrze gnieźnieńskiej dłuta Jana Florentczyka, po 1516 roku

Jan Łaski herbu Korab (ur. 1456 w Łasku, zm. 19 maja 1531 w Kaliszu) – arcybiskup gnieźnieński i prymas Polski w latach 1510–1531, kanclerz wielki koronny od 1503, sekretarz królewski od 1501, kantor poznańskiej kapituły katedralnej w 1484 roku, kantor gnieźnieńskiej kapituły katedralnej w 1487 roku, kanonik gnieźnieńskiej kapituły katedralnej w 1491 roku, kanclerz gnieźnieńskiej kapituły katedralnej w 1493 roku, dziekan włocławskiej kapituły katedralnej, posiadał 2 kanonie w krakowskiej kapitule katedralnej, prepozyt płockiej kapituły katedralnej w latach 1507–1512, prepozyt poznańskiej kapituły katedralnej, prepozyt skalbmierskiej kapituły kolegiackiej, prepozyt łęczyckiej kapituły kolegiackiej w 1506 roku, prepozyt średzkiej kapituły kolegiackiej w 1509 roku, działacz ruchu egzekucyjnego i kodyfikator prawa zawartego w tzw. Statucie Łaskiego, komisarz królewski w Gdańsku w 1524 roku, posiadał przywilej kreacji notarialnej.
Syn Andrzeja i Barbary, przyrodni brat Jarosława.

## Droga do arcybiskupstwa
Nie posiadał wyższego wykształcenia. Święcenia przyjął w 1471. Zgromadził wiele beneficjów kościelnych. W 1490 był już sekretarzem królewskim, brał udział w wielu misjach dyplomatycznych do Rzymu, Flandrii i Egiptu. W 1501 zaskarbił sobie względy króla Aleksandra Jagiellończyka, który mianował go najwyższym sekretarzem królewskim. Był sygnatariuszem unii piotrkowsko-mielnickiej 1501 roku. Na sejmie 1503 mianowany kanclerzem wielkim koronnym. Był autorem reformy sejmu walnego, której dał wyraz w redagowaniu konstytucji sejmu radomskiego 1505 nihil novi. Podpisał konstytucję Nihil novi na sejmie w Radomiu w 1505 roku. Podpisał dyplom elekcji Zygmunta I Starego na króla Polski i wielkiego księcia litewskiego na sejmie w Piotrkowie 8 grudnia 1506 roku. W 1506 wydał tzw. Statut Łaskiego – pierwszą w historii kodyfikację prawa polskiego. W 1510 został arcybiskupem gnieźnieńskim, w związku z czym zrzekł się kanclerstwa, oddając pieczęć większą.

## Na Soborze Laterańskim
W 1513 przyjechał do Rzymu na Sobór laterański V, gdzie przedstawił plan krucjaty europejskiej przeciwko Imperium Osmańskiemu i Wielkiemu Księstwu Moskiewskiemu. W 1515 uzyskał dla siebie i swoich następców na metropolii gnieźnieńskiej tytuł stałych legatów papieskich (legati nati).

## Ruch egzekucyjny i sprawy międzynarodowe
W 1510 roku brał udział w rokowaniach w Kamieńcu Podolskim, zakończonych podpisaniem traktatu pokojowego z przedstawicielami hospodara mołdawskiego Bogdana III. W 1521 stanął na czele ruchu szlachty, zmierzającego do egzekucji praw i przestrzegania incompatibilitas. W 1524 zawarł w imieniu Polski przymierze z Danią, Meklemburgią i książętami pomorskimi, zwrócone przeciw Brandenburgii i zakonowi krzyżackiemu. Był zwolennikiem bezpośredniej aneksji Prus zakonnych. Był sygnatariuszem aktu traktatu krakowskiego w 1525 roku. 20 lutego 1530 w katedrze wawelskiej ukoronował vivente rege młodego Zygmunta II Augusta na króla Polski.

## Sprawy Kościoła
W swojej metropolii odbył dziesięć synodów prowincjonalnych w Piotrkowie i Łęczycy. W 1518 jeździł do Wilna dla starań o kanonizację królewicza Kazimierza. Uzyskał potwierdzenie swojego zwierzchnictwa nad diecezjami wrocławską (1521) i lubuską (1524). Twardo zwalczał luteranizm, zalecając stosowanie sankcji karnych, grożąc odstępcom klątwą i utratą dóbr, wprowadził cenzurę książek i przywrócił inkwizycję. Walczył też z prawosławiem, napisał traktat De Ruthenorum nationibus eorumque erroribus (O narodach Rusińskich tudzież ich błędach).

## Mecenat
Na swoim dworze zgromadził wielu uczonych i artystów, korespondował z Erazmem z Rotterdamu. Próbował zreformować szkolnictwo i Akademię Krakowską. W Rzymie miał własny dom, w którym mieszkało wielu wysyłanych przez niego za własne pieniądze polskich stypendystów.
Był największym mecenasem sztuki pośród prymasów XVI w. Ufundował w katedrze gnieźnieńskiej 4 nagrobne płyty brązowe. Wzniósł w Gnieźnie rotundę z trzema absydami (gdzie planował zapewne swe miejsce pochówku), rozebraną w XVIII w. Wbrew powszechnym sądom nie miała ona wcale form renesansowych, lecz była wyrazem ciągle żywych tradycji sztuki późnogotyckiej (plan i charakter tej kaplicy należy wywodzić ze średniowiecznych centralnych kościołów kommemoratywno-sepulkralnych na planie krzyża). Oprócz tego prymas Łaski na południe od katedry w Gnieźnie rozpoczął w 1518 roku nad jeziorem Jelonek budowę czworobocznego zamku arcybiskupiego. Dla zamku kamienieckiego na Podolu ufundował wieżę, nazywaną Łaską, a na skutek przekręcenia nazwy – lacką i polską.
Zmarł 19 maja 1531 r. w Kaliszu. Jego ciało spoczywało w nieistniejącej już kaplicy św. Stanisława, która znajdowała się na Wzgórzu Lecha, pomiędzy katedrą gnieźnieńską a kościołem kolegiackim św. Jerzego.

## Upamiętnienie
Na terenie Łasku:
- granitowa tablica z brązowym popiersiem w kolegiacie (wmurowana w 1981, poświęcona 6 maja 1984 przez biskupa Jana Kulika, zaprojektowana przez prof. Jerzego Bandurę),
- głaz pamiątkowy z tablicą poświęcony 12 września 1982,
- Szkoła Podstawowa nr 2 uzyskała imię patrona 19 stycznia 1983,
- II Młodzieżowa Wystawa Filatelistyczna w Szkole Podstawowej nr 2 w dniach 19–25 stycznia 1984 (Poczta Polska wydała z tej okazji datownik okolicznościowy z podobizną patrona)[16],
- pomnik na placu Dąbrowskiego z okazji 600-lecia nadania praw miejskich Łaskowi 26 września 2022[17].

Rok 2006 został ustanowiony Rokiem Jana Łaskiego.

## Dzieła
- Jan Łaski. (tzw. Statut Łaskiego) Commune incliti Polonie Regni priuilegium constitutionum et indultuum publicitus decretorum, approbatorumque cum nonnullis iuribus tam divinis quam humanis per serenissimum principem et dominum  Alexandrum, Dei gratia Regem Poloniae, magnum ducem Lithwanie, Russie, Prussieque dominum et haeredem etc. Non tamen in illud priuilegium sed motu proprio regio serenitatis sue p[er] adhortationem p[ro] instructione Regnicolarum, proque regni eiusdem, ac iusticie statu feliciter dirigendis eidem priuilegio annexis et ascriptis. Wydawca: Johannes Haller, 27 I 1506. Cracovia. 1505
- Liber Beneficiorum Joannis de Lasco, Liber Beneficiorum. Jana Łaskiego, Liber Beneficiorum, wyd. J. Łukowski, t. 1, t. 2, Gniezno 1880-1881 obejmuje spis beneficjów archidiecezji gnieźnieńskiej. Zostało ono spisane w latach 1511–1523. Inicjatorem sporządzenia księgi był prymas i arcybiskup gnieźnieński Jan Łaski. Sam nie sporządzał ksiąg, robili to jego pomocnicy, głównie kanonicy. Rękopis dzieła obejmuje dwa tomy i jeden fascykuł.